# Mario Hezonja
Mario Hezonja (Dubrovnik, 25 de febrero de 1995) es un jugador de baloncesto croata, que pertenece a la plantilla del Real Madrid de la Liga ACB. Con 2,03 metros de estatura, su puesto natural en la cancha es el de alero, pero también puede jugar de escolta.

## Trayectoria

### Profesional

#### FC Barcelona
En julio de 2012, Hezonja firmó un contrato de tres años con el Barcelona a los 17 años de edad. El 30 de octubre de 2012, Hezonja debutó oficialmente con el primer equipo en un partido de Euroleague ante el Besiktas jugando 7 minutos y sin anotar. En Liga ACB, debutó el 7 de abril de 2013 en la pista de Blusens Monbús.
En marzo de 2014, obtuvo su récord anotador en ACB, anotando 26 puntos en 20 minutos frente al Bàsquet Manresa.
A final de la temporada 2014-15 y tras ser elegido en el  Draft, llegó a un acuerdo de desvinculación con el club, que retenía sus derechos en caso de vuelta a Europa.

#### NBA
El 25 de junio de 2015, Hezonja fue elegido en la quinta posición del Draft de la NBA de 2015 por los Orlando Magic.
El 2 de julio de 2018 fichó por una temporada y 6,8 millones de dólares por los New York Knicks.
Tras una temporada en New York, el 1 de julio de 2019, firma con los Portland Trail Blazers.
El 20 de noviembre es traspasado a Memphis Grizzlies en un intercambio de jugadores a tres bandas en el que se ve involucrado también Enes Kanter, pero el 11 de diciembre es cortado por los Grizzlies.

#### Panathinaikos
El 22 de febrero de 2021 firmó contrato con el Panathinaikos BC de la A1 Ethniki griega hasta final de temporada. Con su vuelta a Europa, el FC Barcelona obtuvo sus derechos de nuevo a final de temporada, aunque finalmente decidió no incorporarlo a la plantilla. Su debut precisamente fue contra el FC Barcelona, en la ronda 27 de la Euroliga. El Panathinaikos cayó por 77-85 anotando Hezonja 21 puntos siendo el máximo anotador de su equipo. A principios de mayo de 2021, el Panathinaikos venció en la final de la Copa de Grecia, anotando 18 puntos en frente al Promitheas Patras.

#### UNICS Kazan
El 1 de agosto de 2021, firma por el UNICS Kazan de la VTB United League.

#### Real Madrid
El 21 de julio de 2022 regresa a España, a jugar en las filas del Real Madrid de la Liga ACB.

### Selección nacional
Hezonja formó parte de la selección juvenil de Croacia, con los que ganó la medalla de oro en el Campeonato Europeo Sub-16 de 2011 siendo nombrado Jugador Más Valioso tras liderar a su equipo con un doble-doble de 21 puntos y 10 rebotes en la final de dicho torneo. En el campeonato, Hezonja promedió 20 puntos, 8,2 rebotes y 2,7 asistencias por partido. También participó en el Campeonato Mundial Sub-19 de 2011.
Al año siguiente, lideró a la selección juvenil a ganar la medalla de bronce en el Campeonato Mundial Sub-17 de 2012. En dicho campeonato, promedió 20,8 puntos, 7 rebotes y 1,2 asistencias por partido.
Hezonja formó parte de la selección absoluta de Croacia que participó en la Copa del Mundo de 2014 en España, Eurobasket 2015 en Francia y los Juegos Olímpicos de Río de Janeiro 2016.
En septiembre de 2022 disputó con el combinado absoluto croata el EuroBasket 2022, finalizando en decimoprimera posición.

## Estadísticas de su carrera en la NBA y Euroliga

### NBA

#### Temporada regular
| Año     | Equipo   | PJ  | PT | MPP  | %TC  | %3P  | %TL  | RPP | APP | ROB | TPP | PPP |
| ------- | -------- | --- | -- | ---- | ---- | ---- | ---- | --- | --- | --- | --- | --- |
| 2015-16 | Orlando  | 79  | 9  | 17.9 | .433 | .349 | .907 | 2.2 | 1.4 | .5  | .2  | 6.1 |
| 2016-17 | Orlando  | 65  | 2  | 14.8 | .355 | .299 | .800 | 2.2 | 1.0 | .5  | .2  | 4.9 |
| 2017-18 | Orlando  | 75  | 30 | 22.1 | .442 | .337 | .819 | 3.7 | 1.4 | 1.1 | .4  | 9.6 |
| 2018-19 | New York | 58  | 24 | 20.8 | .412 | .276 | .763 | 4.1 | 1.5 | 1.0 | .1  | 8.8 |
| 2019-20 | Portland | 53  | 4  | 16.4 | .422 | .308 | .814 | 3.5 | .9  | .7  | .2  | 4.8 |
| Total   | Total    | 330 | 69 | 18.5 | .417 | .319 | .812 | 3.1 | 1.3 | .7  | .2  | 6.9 |

#### Playoffs
| Año   | Equipo   | PJ | PT | MPP  | %TC  | %3P  | %TL  | RPP | APP | ROB | TPP | PPP |
| ----- | -------- | -- | -- | ---- | ---- | ---- | ---- | --- | --- | --- | --- | --- |
| 2020  | Portland | 5  | 0  | 13.6 | .409 | .286 | .750 | 3.2 | 1.2 | .6  | .0  | 4.6 |
| Total | Total    | 5  | 0  | 13.6 | .409 | .286 | .750 | 3.2 | 1.2 | .6  | .0  | 4.6 |

### Euroliga
| Año     | Equipo           | PJ  | PT | MPP  | %2P  | %3P  | %TL  | RPP | APP | ROB | TPP | PPP  | Val. |
| ------- | ---------------- | --- | -- | ---- | ---- | ---- | ---- | --- | --- | --- | --- | ---- | ---- |
| 2012–13 | Barcelona        | 2   | 0  | 9.5  | .333 | .000 | .500 | 2.0 | .0  | .5  | .0  | 2.5  | 1.5  |
| 2013–14 | Barcelona        | 14  | 1  | 6.1  | .538 | .250 | .750 | .5  | .2  | .0  | .0  | 1.6  | .9   |
| 2014–15 | Barcelona        | 22  | 2  | 16.5 | .571 | .382 | .750 | 2.0 | 1.0 | .6  | .2  | 7.7  | 6.1  |
| 2020–21 | Panathinaikos BC | 8   | 6  | 22.4 | .463 | .366 | .842 | 2.5 | 1.3 | 1.6 | .4  | 14.4 | 12.8 |
| 2021–22 | UNICS            | 25  | 23 | 29.4 | .447 | .346 | .800 | 6.1 | 1.8 | 1.2 | .3  | 14.2 | 14.3 |
| 2022–23 | Real Madrid      | 39  | 12 | 20.4 | .511 | .432 | .749 | 3.0 | 1.1 | 0.6 | 1.3 | 10.6 | 9.2  |
| 2023–24 | Real Madrid      | 38  | 17 | 23.3 | .522 | .431 | .749 | 3.0 | 1.1 | 0.6 | 1.3 | 13.5 | 9.2  |
| Total   | Total            | 148 | 61 | 20.8 | .519 | .402 | .818 | 3.5 | 1.1 | .8  | 1.2 | 10.8 | 9.9  |